# V-2 No. 13
O V2 No. 13 foi um foguete V2 que se tornou o primeiro objeto a fotografar a Terra a partir do espaço sideral. Lançado no dia 24 de outubro de 1946, no Campo de Teste de Mísseis de White Sands, o foguete atingiu uma altitude máxima de 105 quilômetros.

## Voo
A famosa imagem foi registrada por uma câmera DeVry de 35 mm. O voo fez parte do programa Hermes, que ocorria desde 1944. O foguete V-2 No.13 foi montado e lançado pela General Electric, utilizando-se tanto de componentes alemães e reconstruídos.